# Samsung Galaxy Pocket Neo
O Samsung Galaxy Pocket Neo é um smartphone Android fabricado pela Samsung. Foi anunciado em março de 2013 e lançado em maio de 2013 como sucessor do Samsung Galaxy Pocket Plus. O aparelho ainda é voltado para o orçamento, apresentando uma tela maior de 3 polegadas. Suas especificações são semelhantes às do Samsung Galaxy Pocket Plus, com apenas pequenas atualizações, como o sistema operacional Android 4.1.2 Jelly Bean e o tamanho da tela. O Samsung Galaxy Pocket Neo, como seus antecessores, ainda é comercializado como "Pocket Friendly", porque pode ser facilmente colocado dentro dos bolsos, apesar do tamanho maior.

## Especificações

### Design
O Samsung Galaxy Pocket Neo é feito de plástico. Possui uma tela de 3,0 polegadas; há um logotipo “Samsung”, um fone de ouvido e sensores na moldura superior da tela, enquanto há um botão home físico e dois botões capacitivos (botões de menu e voltar) na moldura inferior da tela. Na moldura lateral; há um controle de volume à esquerda, um botão liga / desliga à direita, uma porta microUSB e um orifício para microfone na parte inferior e um fone de ouvido de 3,5 mm na parte superior. Há uma câmera traseira e um alto-falante na parte traseira; o telefone não possui flash LED. A tampa traseira é removível; remover a tampa traseira revela uma bateria removível, um slot para cartão microSD e um slot para cartão SIM.
Mede 105 x 57,8 x 11,8 mm e pesa 100 gramas. Está disponível em branco e cinza.

### Hardware
O Samsung Galaxy Pocket Neo é equipado com sistema em chip Broadcom BCM21654/G com CPU ARM Cortex-A9 de núcleo único de 850 MHz. Ele vem com 512 MB de RAM e 4 GB de armazenamento interno que pode ser expandido para até 32 GB usando um cartão microSD. Possui tela LCD TFT de 3 polegadas com resolução QVGA (240x320 pixels) e densidade de pixels de 133 ppi. Possui uma bateria removível de íon de lítio de 1200 mAh. As opções de conectividade incluem 3G, Wi-Fi 802.11 b/g/n, Bluetooth 4.0, GPS e GLONASS. Ele também possui uma câmera traseira de 2 MP e é capaz de gravar vídeo com resolução de 320x240 pixels a 15 fps.

### Software
O telefone funciona com Android 4.1.2 Jelly Bean com interface de usuário TouchWiz Nature UX da Samsung. Também inclui o aplicativo Social Hub que combina todas as contas cadastradas no telefone para serem unificadas em um único aplicativo.